# 해외자산통제국

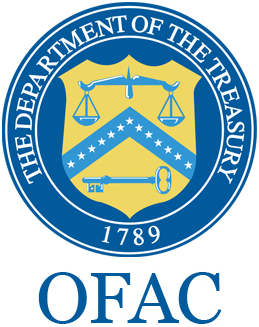

해외자산통제국(Office of Foreign Assets Control, OFAC)은 미국 재무부의 부서이다.

## 역사
1950년 12월 창설되었다.

## 특별지정제재대상
해외자산통제국은 특별지정제재대상(Specially Designated National, SDN)을 발표해 홈페이지에 게시한다. 2015년 10월 7일 기준으로, 155개국의 15,200명이 명단에 올라 있다. 보통 "미국의 블랙리스트"에 이름이 올랐다고 하는 것은 미국 재무부 해외자산통제국의 SDN 명단에 이름이 올랐다는 의미이다. 미국 SDN 명단에 오른 인물은 미국 은행 계좌를 보유하는 것이 금지된다. 또 미국인이 SDN 명단에 오른 인물과 사업 거래를 할 경우 민형사상 책임을 질 수 있다.

## 북한
2016년 1월 17일, 미국 재무부 해외자산통제국(OFAC)은 이란 샤히드 헤마트 산업그룹(SHIG)의 사예드 자바드 무사비 커머셜 디렉터가 유엔과 미국의 제재 대상인 조선민주주의인민공화국의 조선광업개발회사(KOMID)의 이란 주재 조선민주주의인민공화국 관계자들과 직접적으로 일해왔다고 지적했다. SHIG는 KOMID가 액체 추진 탄도미사일과 우주 발사체(SLV)의 발사실험에 쓰이는 밸브, 전자부품, 계측장치를 배에 선적해 이란으로 운송하는 일을 관장했다. 또 지난 수년간 SHIG의 미사일 기술자들이 조선민주주의인민공화국으로 직접 건너가서 조선민주주의인민공화국 정부가 개발하고 있는 80t짜리 로켓 추진체와 관련된 일을 했다.
2018년 9월 6일, 미 재무부 해외자산통제국(OFAC)는 북한제재강화법 및 대통령 행정명령(13722호)을 근거로 북한 국적의 해커 박진혁(34)씨와 그가 소속된 회사 조선 엑스포 합영회사를 독자 제재 명단에 올렸다고 발표했다. 미국 법무부는 이날 동시에 기소를 했다. 북한 정찰총국의 해커 부대인 라자루스 그룹(Lazarus Group)의 일원인 박진혁은 2014년 소니픽처스 해킹사건, 2016년 방글라데시 중앙은행 해킹사건, 2017년 워너크라이 랜섬웨어 공격의 지휘를 담당했다. 2016~2017년 미 방산업체 록히드마틴에 대한 해킹을 시도한 혐의도 받고 있다.
2018년 12월 10일, 미 재무부 해외자산통제국(OFAC)은 오토 웜비어 사망일 전날, 북한의 최용해 노동당 부위원장, 정경택 국가보위상, 박광호 노동당 부위원장 겸 선전선동부장 등 3명을 인권 유린을 이유로 제재 대상으로 지정했다. 제재 대상이 되면 미국 내 여행, 미국 업체와의 거래 등이 금지되고 미국 내 자산 등도 동결된다.

## 같이 보기
- s:en:Executive Order 13772